# Swiss Indoors 1998 - Qualificazioni singolare
Le qualificazioni del singolare allo Swiss Indoors 1998 sono state un torneo di tennis preliminare per accedere alla fase finale della manifestazione. I vincitori dell'ultimo turno sono entrati di diritto nel tabellone principale. In caso di ritiro di uno o più giocatori aventi diritto a questi sono subentrati i lucky loser, ossia i giocatori che hanno perso nell'ultimo turno ma che avevano una classifica più alta rispetto agli altri partecipanti che avevano comunque perso nel turno finale.
Le qualificazioni del torneo prevedevano 2810 partecipanti di cui 4 sono entrati nel tabellone principale.

## Teste di serie
1. Martin Damm (ultimo turno)
2. Jeff Tarango (ultimo turno)
3. David Prinosil (Qualificato)
4. Marc-Kevin Goellner (secondo turno)

1. Orlin Stanojčev (ultimo turno)
2. Dirk Dier (ultimo turno)
3. Ivo Heuberger (Qualificato)
4. Lars Burgsmüller (primo turno)

## Qualificati
1. Axel Pretzsch
2. Ivo Heuberger

1. David Prinosil
2. Petr Luxa

## Tabellone

### Legenda
| - Q = Qualificato - WC = Wild card - LL = Lucky loser | - ALT = Alternate - SE = Special Exempt - PR = Protected Ranking | - w/o = Walkover - r = Ritirato - d = Squalificato |

### Sezione 1
|  | Primo turno       | Primo turno       | Primo turno       | Primo turno | Primo turno |  |  | Secondo turno | Secondo turno  | Secondo turno  | Secondo turno | Secondo turno |   |   | Ultimo turno | Ultimo turno | Ultimo turno | Ultimo turno | Ultimo turno |  |
|  |                   |                   |                   |             |             |  |  |               |                |                |               |               |   |   |              |              |              |              |              |  |
|  | 1                 | Martin Damm       | Martin Damm       | 6           | 6           |  |  |               |                |                |               |               |   |   |              |              |              |              |              |  |
|  |                   | Gerald Mandl      | Gerald Mandl      | 3           | 2           |  |  | 1             | Martin Damm    | Martin Damm    | 6             | 7             |   |   |              |              |              |              |              |  |
|  | Guillaume Marx    | Guillaume Marx    | Guillaume Marx    | 7           | 6           |  |  |               | Guillaume Marx | Guillaume Marx | 2             | 5             |   |   |              |              |              |              |              |  |
|  | Thierry Guardiola | Thierry Guardiola | Thierry Guardiola | 6           | 3           |  |  |               |                |                |               |               |   |   | 1            | Martin Damm  | 3            | 7            | 1            |  |
|  | Axel Pretzsch     | Axel Pretzsch     | 2                 | 7           | 6           |  |  |               |                |                | Axel Pretzsch | 6             | 6 | 6 |              |              |              |              |              |  |
|  | Nicklas Kulti     | Nicklas Kulti     | 6                 | 5           | 3           |  |  | Axel Pretzsch | Axel Pretzsch  | Axel Pretzsch  | 6             | 6             |   |   |              |              |              |              |              |  |
|  |                   | Tuomas Ketola     | Tuomas Ketola     | 7           | 6           |  |  | Tuomas Ketola | Tuomas Ketola  | Tuomas Ketola  | 0             | 3             |   |   |              |              |              |              |              |  |
|  | 8                 | Lars Burgsmüller  | Lars Burgsmüller  | 6           | 3           |  |  |               |                |                |               |               |   |   |              |              |              |              |              |  |

### Sezione 2
|  | Primo turno        | Primo turno        | Primo turno        | Primo turno | Primo turno |  |  | Secondo turno | Secondo turno      | Secondo turno      | Secondo turno | Secondo turno |   |   | Ultimo turno | Ultimo turno | Ultimo turno | Ultimo turno | Ultimo turno |  |
|  |                    |                    |                    |             |             |  |  |               |                    |                    |               |               |   |   |              |              |              |              |              |  |
|  | 2                  | Jeff Tarango       | Jeff Tarango       | 7           | 6           |  |  |               |                    |                    |               |               |   |   |              |              |              |              |              |  |
|  |                    | Régis Lavergne     | Régis Lavergne     | 5           | 3           |  |  | 2             | Jeff Tarango       | Jeff Tarango       | 6             | 6             |   |   |              |              |              |              |              |  |
|  | Aleksandar Kitinov | Aleksandar Kitinov | Aleksandar Kitinov | 6           | 6           |  |  |               | Aleksandar Kitinov | Aleksandar Kitinov | 2             | 3             |   |   |              |              |              |              |              |  |
|  | Julian Knowle      | Julian Knowle      | Julian Knowle      | 4           | 1           |  |  |               |                    |                    |               |               |   |   | 2            | Jeff Tarango | Jeff Tarango | 4            | 6            |  |
|  | Jerome Hanquez     | Jerome Hanquez     | 6                  | 1           | 6           |  |  |               |                    | 7                  | Ivo Heuberger | Ivo Heuberger | 6 | 7 |              |              |              |              |              |  |
|  | Michel Kratochvil  | Michel Kratochvil  | 4                  | 6           | 3           |  |  |               | Jerome Hanquez     | Jerome Hanquez     | 1             | 4             |   |   |              |              |              |              |              |  |
|  | 7                  | Ivo Heuberger      | Ivo Heuberger      | 7           | 6           |  |  | 7             | Ivo Heuberger      | Ivo Heuberger      | 6             | 6             |   |   |              |              |              |              |              |  |
|  |                    | Jun Kato           | Jun Kato           | 5           | 2           |  |  |               |                    |                    |               |               |   |   |              |              |              |              |              |  |

### Sezione 3
|  | Primo turno    | Primo turno       | Primo turno       | Primo turno | Primo turno |  |  | Secondo turno | Secondo turno   | Secondo turno   | Secondo turno   | Secondo turno   |   |   | Ultimo turno | Ultimo turno   | Ultimo turno   | Ultimo turno | Ultimo turno |  |
|  |                |                   |                   |             |             |  |  |               |                 |                 |                 |                 |   |   |              |                |                |              |              |  |
|  | 3              | David Prinosil    | David Prinosil    | 6           | 6           |  |  |               |                 |                 |                 |                 |   |   |              |                |                |              |              |  |
|  |                | Marco Chiudinelli | Marco Chiudinelli | 3           | 2           |  |  | 3             | David Prinosil  | 4               | 6               | 6               |   |   |              |                |                |              |              |  |
|  | Alex Rădulescu | Alex Rădulescu    | Alex Rădulescu    | 6           | 7           |  |  |               | Alex Rădulescu  | 6               | 3               | 3               |   |   |              |                |                |              |              |  |
|  | Chris Haggard  | Chris Haggard     | Chris Haggard     | 3           | 6           |  |  |               |                 |                 |                 |                 |   |   | 3            | David Prinosil | David Prinosil | 7            | 6            |  |
|  | George Bastl   | George Bastl      | 6                 | 4           | 6           |  |  |               |                 | 5               | Orlin Stanojčev | Orlin Stanojčev | 6 | 4 |              |                |                |              |              |  |
|  | Yves Allegro   | Yves Allegro      | 1                 | 6           | 2           |  |  |               | George Bastl    | George Bastl    | 4               | 0               |   |   |              |                |                |              |              |  |
|  | 5              | Orlin Stanojčev   | 4                 | 6           | 6           |  |  | 5             | Orlin Stanojčev | Orlin Stanojčev | 6               | 6               |   |   |              |                |                |              |              |  |
|  |                | Julien Boutter    | 6                 | 3           | 4           |  |  |               |                 |                 |                 |                 |   |   |              |                |                |              |              |  |

### Sezione 4
|  | Primo turno    | Primo turno         | Primo turno         | Primo turno | Primo turno |  |  | Secondo turno | Secondo turno       | Secondo turno       | Secondo turno | Secondo turno |   |   | Ultimo turno | Ultimo turno | Ultimo turno | Ultimo turno | Ultimo turno |  |
|  |                |                     |                     |             |             |  |  |               |                     |                     |               |               |   |   |              |              |              |              |              |  |
|  | 4              | Marc-Kevin Goellner | 6                   | 3           | 6           |  |  |               |                     |                     |               |               |   |   |              |              |              |              |              |  |
|  |                | Andrej Merinov      | 3                   | 6           | 3           |  |  | 4             | Marc-Kevin Goellner | Marc-Kevin Goellner | 6             | 4             |   |   |              |              |              |              |              |  |
|  | Petr Luxa      | Petr Luxa           | Petr Luxa           | 6           | 6           |  |  |               | Petr Luxa           | Petr Luxa           | 7             | 6             |   |   |              |              |              |              |              |  |
|  | Gérard Solvès  | Gérard Solvès       | Gérard Solvès       | 2           | 3           |  |  |               |                     |                     |               |               |   |   |              | Petr Luxa    | 4            | 7            | 7            |  |
|  | Kevin Ullyett  | Kevin Ullyett       | 7                   | 6           | 6           |  |  |               |                     | 6                   | Dirk Dier     | 6             | 6 | 5 |              |              |              |              |              |  |
|  | Markus Menzler | Markus Menzler      | 6                   | 7           | 3           |  |  |               | Kevin Ullyett       | Kevin Ullyett       | 3             | 3             |   |   |              |              |              |              |              |  |
|  | 6              | Dirk Dier           | Dirk Dier           | 6           | 7           |  |  | 6             | Dirk Dier           | Dirk Dier           | 6             | 6             |   |   |              |              |              |              |              |  |
|  |                | Alexandre Strambini | Alexandre Strambini | 4           | 5           |  |  |               |                     |                     |               |               |   |   |              |              |              |              |              |  |